# Вертикаль (ракета)
Вертикаль  — серия советских одноступенчатых геофизических ракет для реализации международной программы сотрудничества в области исследования и использования космического пространства (Интеркосмос).

## История создания

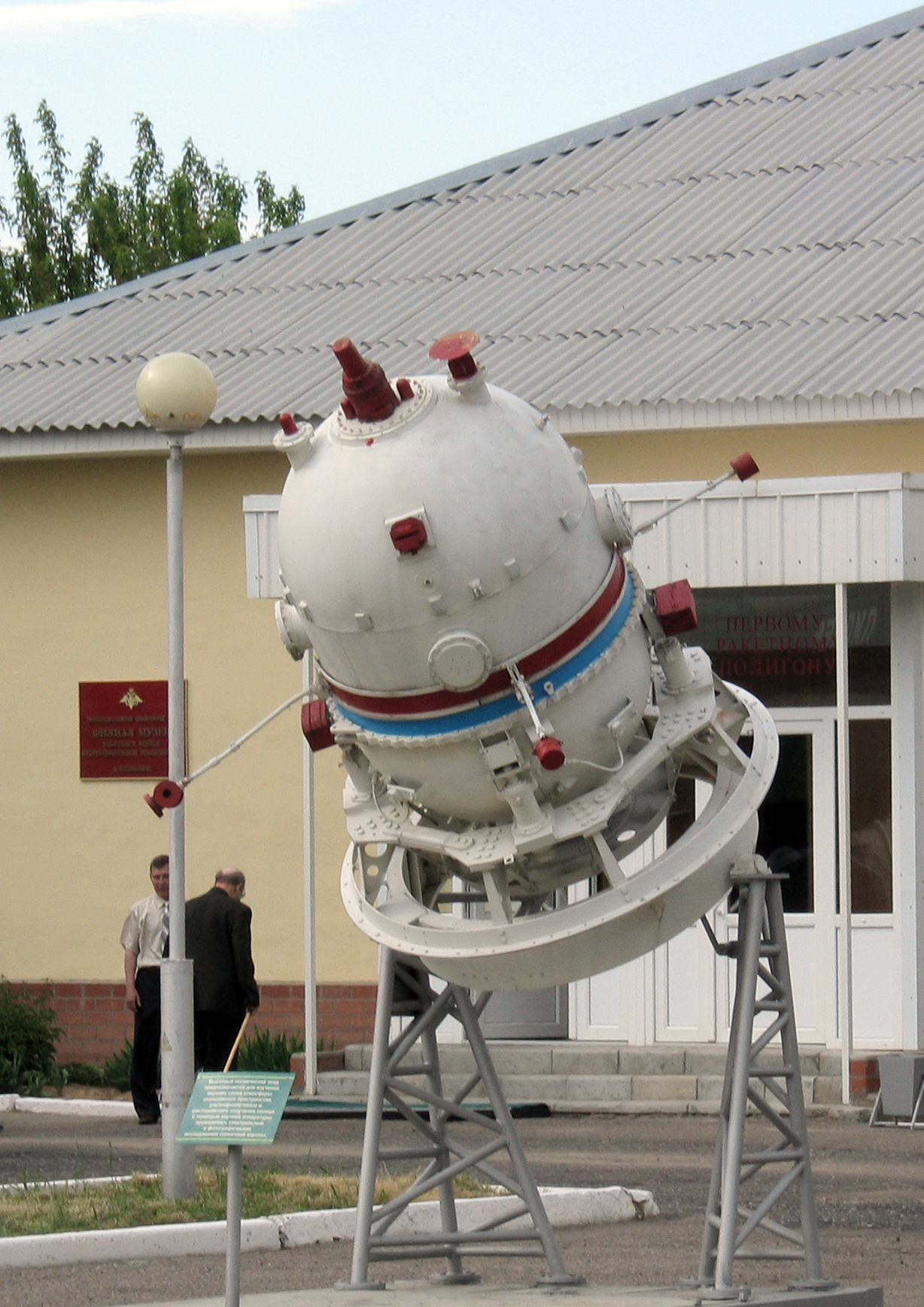
Высотный зонд атмосферный - вариант полезной нагрузки ракет «"Вертикаль"»

Первые две ракеты этой серии (Вертикаль-1, Вертикаль-2) — это геофизические ракеты Р-5В, созданные на базе советской баллистической ракеты дальнего действия Р-5М (ОКБ-1 С. П. Королёва). Использовались для запуска высотных астрофизических обсерваторий (ВАО) массой около 1300 кг.
Начиная с ракеты Вертикаль-3 использовалась геофизическая ракета К65УП, разработанная в ПО «Полёт» (г.Омск) на базе баллистической ракеты средней дальности Р-14У КБ Южное. Ракета К65УП имела три основные модификации: высотный зонд атмосферный (ВЗА), высотный зонд астрофизический спасаемый (ВЗАФ-С) и неспасаемый (ВЗАФ-Н). Проводились исследования различных параметров верхней атмосферы и ионосферы и влияния на них солнечно-земных связей.

## Пуски
Запуски геофизических ракет «Вертикаль-1» (28 ноября 1970 г.), «Вертикаль-2» (20 августа 1971 г.) и «Вертикаль-3» (2 сентября 1975 г.) с научной аппаратурой, разработанной социалистическими странами, позволили осуществить комплексные исследования излучения Солнца и поглощения этого излучения в атмосфере, параметров ионосферы и метеорных частиц. Более полные исследования верхней атмосферы и ионосферы (высота подъема 1512 км) были проведены 14 октября 1976 г. на ракете «Вертикаль-4», в отделяемом, ориентированном и стабилизированном контейнере которой размещалось более десятка сложных и разнообразных приборов, разработанных и изготовленных в Болгарии, Германской Демократической Республике, Советском Союзе и Чехословакии. Исследования с помощью вертикальных зондов продолжались до 1983 года.
Данные пусков ракет «Вертикаль» с полигона Капустин Яр:
- 28.11.70 — Вертикаль-1 (Р-5В).

Высота подъёма 487 км. Проводилось исследование УФ и рентгеновского излучений Солнца, ионосферы, метеорного вещества. Страны-участники: Болгария, Венгрия, ГДР, Польша, СССР и Чехословакия.
- 20.08.71 — Вертикаль-2 (Р-5В).

Высота подъёма 463 км. Проводилось исследование УФ и рентгеновского излучений Солнца, ионосферы, метеорного вещества. Страны-участники: Болгария, Венгрия, ГДР, Польша, СССР и Чехословакия.
- 02.09.75 — Вертикаль-3 (К65УП).

Высота подъёма 502 км. Проводилось исследование атмосферы и ионосферы Земли, а также взаимодействия КВ-излучения Солнца с атмосферой Земли. Страны-участники: Болгария, ГДР, СССР и Чехословакия.
- 14.10.76 — Вертикаль-4 (К65УП).

Высота подъёма 1512 км. Проводилось исследование атмосферы и ионосферы Земли, а также взаимодействия КВ-излучения Солнца с атмосферой Земли. Страны-участники: Болгария, ГДР, СССР и Чехословакия.
- 30.08.77 — Вертикаль-5 (К65УП).

Высота подъёма 500 км. Проводилось исследование КВ-излучения солнечной короны и метеорного вещества. Страны-участники: Польша, СССР и Чехословакия.
- 25.10.77 — Вертикаль-6 (К65УП).

Высота подъёма 1500 км. Проводились комплексные исследования верхней атмосферы и ионосферы Земли, а также взаимодействия КВ-излучения Солнца с атмосферой Земли. Страны-участники: Венгрия, Болгария, СССР и Чехословакия.
- 03.11.78 — Вертикаль-7 (К65УП).

Высота подъёма 1500 км. Проводились комплексные исследования верхней атмосферы и ионосферы Земли, а также взаимодействия КВ-излучения Солнца с атмосферой Земли. Страны-участники: Венгрия, Болгария, Румыния, СССР и Чехословакия.
- 29.09.79 — Вертикаль-8 (К65УП).

Высота подъёма 505 км. Проводилось исследование КВ-излучения солнечной короны. Страны-участники: Польша, СССР и Чехословакия.
- 28.08.81 — Вертикаль-9 (К65УП).

Высота подъёма 500 км. Проводилось исследование УФ-излучения Солнца. Страны-участники: Польша, СССР и Чехословакия.
- 21.12.81 — Вертикаль-10 (К65УП).

Высота подъёма 1510 км. Проводились исследования верхней атмосферы и ионосферы Земли и поглощения КВ-излучения Солнца. Страны-участники: Венгрия, Польша, Румыния, Болгария, СССР и Чехословакия.
- 20.10.83 — Вертикаль-11 (К65УП).

Высота подъёма 500 км. Проводилось комплексное исследование КВ-излучения Солнца. Страны-участники: Польша, СССР и Чехословакия.